# Leichtathletik-Europameisterschaften 2006/Teilnehmer (Kroatien)
Kroatien nahm mit 14 Athleten an den Leichtathletik-Europameisterschaften 2006 (7. bis 13. August in Göteborg) teil:

## Europameisterschaftsteilnehmer, Männer
- 200 m: Josip Šoprek
- 400 m: Željko Vincek
- 10.000 m: Slavko Petrović
- 400 m Hürden: Milan Kotur
- Weitsprung: Ivan Pucelj
- Kugelstoßen: Nedžad Mulabegović
- Hammerwurf: Andras Haklits

## Europameisterschaftsteilnehmer, Frauen
- 400 m: Danijela Grgić
- 800 m: Vanja Perišic
- 100 m Hürden: Andrea Ivančević
- 400 m Hürden: Nikolina Horvat
- Hochsprung: Blanka Vlašić
- Diskuswurf: Vera Begić
- Hammerwurf: Ivana Brkljačić